# Sint-Josephkerk (Bergen op Zoom)

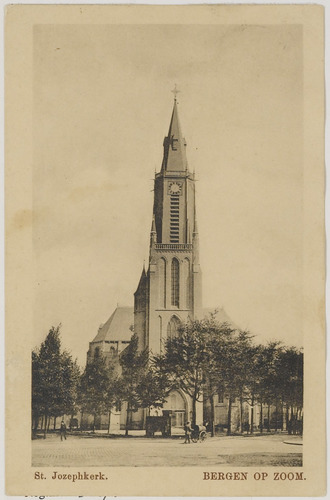
Sint-Josephkerk met vooroorlogse toren

De Sint-Josephkerk is een voormalige parochiekerk in de Noord-Brabantse stad Bergen op Zoom, gelegen aan de Bredasestraat 3.

## Geschiedenis
In 1884 werd een kleine hulpkerk gebouwd naar ontwerp van Piet van Genk, gelegen aan de Sint-Josephstraat. Een grotere aan Sint-Joseph gewijde kerk kwam in 1913 gereed, waarop de oude kerk gesloopt werd.
Deze nieuwe kerk, een ontwerp van Jan Stuyt, was een driebeukige neogotische kruisbasiliek met een voorgebouwde, zeer hoge, toren (67,5 meter). Deze toren was de hoogste kerktoren van Bergen op Zoom. Hij werd in 1944 door oorlogshandelingen zwaar beschadigd en werd in 1958 voorzien van een modernere bovengeleding en spits die echter nog maar 58 meter hoog was..
Aangezien het aantal gelovigen sterk afnam werd de kerk in 1969 onttrokken aan de eredienst. In 1972 werd hij gesloopt, waarbij de toren, als laatste, met behulp van explosieven ten gronde ging. Enkel het Heilig Hartbeeld is nog te vinden in de omgeving van de vroegere kerk. Waar de kerk stond is nu een parkeerplaats.